# Витаков, Алексей Иольевич
Алексей Иольевич Витаков (род. 28 августа 1966) — русский поэт, прозаик, бард, деятель культуры. Член Союза писателей России с 1998.

## Биография
Родился 28 августа 1966 года в Коми АССР. Живет и работает в Москве. Публикуется в журналах «Москва», «Дружба народов», «Наш современник», «Воин России», «Молодая гвардия», «Смена», «Читаем, учимся, играем», «Работница», «Роман-газета», «Перископ».

## Награды
- Лауреат Всемирного литературного форума им. К. Нефедьева (2002)
- Шорт-лист Литературной премии "Антибукер-2000"
- Лауреат Литературной премии журнала "Москва" (2005)
- Участник шорт-листа Литературной премии им. П.Бажова (2011)
- Лауреат Литературной премии "Поющие письмена"
- Лауреат премии имени Владимира Качана "Поющий поэт" (2023)
- Лауреат Литературной премии им. Бориса Корнилова «На встречу дня!» (2023)[4].
- Лауреат Пушкинской премии (2024)

## Отзывы
У выступавшего поэта и барда есть несколько основных тем, среди них: Древняя Русь, античная история┘ Он исполнял песни в основном на свои стихи. Исключением оказались произведения поэта Юрия Кузнецова, в семинаре которого Витаков учился. Несмотря на кажущуюся невозможность исполнения кузнецовских стихов под гитару, тексты оказались невероятно мелодичными.
—  Виктор Буслов, «Независимая газета»

Его лирика напоминает заснеженный русский пейзаж, проносящийся за окном поезда. Это поэтика неочевидного и ювелирно точного: «но золотился от свечи веселый гвоздь». Не всем хватает поэтического внимания писать об этом. Идёт диалог поэта с заокеанским Бродским (все же помнят про благодарность изо рта, пока не набитого глиной?): «Хранитель мой, благодарю / За то, что раны есть на крыльях / За то, что ртом, набитым пылью, / Порой о небе говорю».
— Стефания Данилова, «Год литературы»

## Фестивали авторской песни и поэзии
Художественный руководитель
1. «Покровский собор»
2. «Осиянное слово» им. Н. С. Гумилёва 2004-2021
3. Патриотический фестиваль авторской песни "Большой Донбасс" 2023[7]

Почётный гость и член жюри
1. «Куликово поле» — 2000-2021
2. «Смоленское поозерье» — 1998,2004,2008,2010
3. «Селигер» — 2003-2010
4. «Межвуз» — 2002-2018
5. «Фестос» — 2002-2015
6. «Коломенское» — 2002-2018
7. «Радуга струн» — 2010-2016,
8. «Господин ветер» — 2010-2021,
9. «Лоза и Муза» — 2016-2023,
10. «Пущинский фестиваль ансамблей» — 2002-2020,
11. «Капитан Грэй» — 2010-2023,
12. «Переправа» — 2016 - 2023,
13. «Серебряный родник»[8]
14. «БардАкадемия» — 2014,2016,2018,2019,2020, 2023
15. «Всемпоэзии» 2023
16. Национальная премия «Поэт года» 2024

## Дискография
1. «В тени минувших лет» — 2001 г.
2. «Мелодия грозы» — 2001 г.
3. «Древесный узел» — 2002 г.
4. «Земная ось» — 2002 г.
5. «Зрение камня» — 2003 г.
6. «Продажа за рубежом запрещена» — 2004 г.
7. «В круге пятого колеса» — 2005 г.
8. «Божия гроза» — 2006 г.
9. «В тени от облака» — 2006 г.
10. «Alea jakta est» — 2007 г.
11. «Кривая судьбы» — 2007 г.
12. «Не касаясь земли» — 2009 г.
13. «Незримая даль» — 2011 г.
14. "По следу ветра" - 2012 г.
15. "Остывающий градъ" - 2012 г.
16. "Гончарный круг" - 2016 г.
17. "Березовая тетрадь" - 2019 г.
18. "Война" - 2019 г.

## Интервью
1. Диалог Е. Албул с А. Витаковым в "Современной литературе"[4]
2. А. Витаков: "Мне всегда хотелось, чтобы смоляне мной гордились"[9]
3. Интервью А. Витакова "Миру авторской песни"[10]
4. Алексей Витаков: "В окопах поют не Битлов, а Катюшу"[11]